# Mateusz Mak
Mateusz Mak [mateuš mak] (* 14. listopadu 1991 Sucha Beskidzka) je polský fotbalový záložník, od srpna 2015 působící v klubu Piast Gliwice. Je bývalým mládežnickým reprezentantem Polska. Jeho bratr-dvojvaječné dvojčce Michał je fotbalový záložník, který od sezony 2015/16 hraje za Lechia Gdańsk.

## Klubová kariéra
Svoji fotbalovou kariéru začal v Babia Góra Sucha Beskidzka. V mládeži dále nastupoval za Wislu Krakow a Stadion Śląski Chorzów. V roce 2009 přestoupil do Ruchu Radzionków, kde hrál 2. nejvyšší soutěž. V zimním přestupovém období ročníku 2011/12 zamířil do GKS Bełchatów, nastupoval zde v Ekstraklase i I lize (druhá liga v Polsku).

### Piast Gliwice
V létě 2015, kdy klub sestoupil z Ekstraklasy, uzavřel v srpnu 2015 roční smlouvu s opcí s Piastem Gliwice.

#### Sezona 2015/16
V Ekstraklase za Piast debutoval 25. 9. 2015 v 10. kole proti klubu Śląsk Wrocław (výhra Piastu 2:1), když v 90. minutě vystřídal Sašu Živce. První gól za tým vstřelil v 15. kole (7. listopadu 2015) proti klubu Jagiellonia Białystok (výhra Gliwic 2:0), hráč dal úvodní branku. Druhou svou branku v sezoně dal v utkání proti Górniku Zabrze v 52. minutě, kdy vsítil gól na 2:1 (Piast nakonec prohrál 2:5). Potřetí v ročníku se prosadil v ligovém utkání 24. kola (27. 2. 2016) proti Lechia Gdańsk (prohra Piastu 1:3), prosadil se v 59. minutě. Svůj čtvrý gól v sezoně vsítil proti mužstvu Korona Kielce ve 28. kole, když srovnával na konečných 1:1. Další branky v ročníku docílil 3. 4. 2016 v následujícím kole, ale v 64. minutě pouze mírnil konečnou prohru 1:4 se Zagłębie Lubin. V 1. kole nadstavbové části (celkově 31.) vstřelil proti KS Cracovia ve 42. minutě první gól utkání (střetnutí skončilo remízou 1:1. 24. dubna 2016 v nadstavbové části dal svoji sedmou branku v ročníku proti Lechia Gdańsk (výhra Piastu 3:0), když se v 81. minutě (8 minut po příchodu na hřiště) trefil z pokutového kopu. V květnu 2016 podepsal nový kontakt do konce sezony 2018/19. Celkem v ročníku nastoupil k 26 ligovým střetnutím, ve kterých dal 7 branek. V sezoně 2015/16 s týmem dosáhl historického umístění, když jeho klub skončil na druhé příčce a kvalifikoval se do druhého předkola Evropské ligy UEFA.

#### Sezona 2016/17
S Piastem se představil ve 2. předkole Evropské ligy UEFA, kde klub narazil na švédský tým IFK Göteborg, kterému podlehl 0:3 a remízoval s ním 0:0.

## Reprezentační kariéra
V roce 2012 nastoupil k jednomu zápasu za polskou fotbalovou reprezentaci do 21 let. V utkání se neprosadil.